# Гай-Фоллс (Нью-Йорк)
Гай-Фоллс (англ. High Falls) — переписна місцевість (CDP) в США, в окрузі Ольстер штату Нью-Йорк. Населення — 700 осіб (2020).

## Географія
Гай-Фоллс розташований за координатами 41°49′39″ пн. ш. 74°7′7″ зх. д. / 41.82750° пн. ш. 74.11861° зх. д. (41.827547, -74.118478).  За даними Бюро перепису населення США в 2010 році переписна місцевість мала площу 3,10 км², уся площа — суходіл.

## Демографія
Згідно з переписом 2010 року, у переписній місцевості мешкало 627 осіб у 261 домогосподарстві у складі 159 родин. Густота населення становила 202 особи/км².  Було 292 помешкання (94/км²).
Расовий склад населення:
| - 93,1 % — білих - 2,9 % — чорних або афроамериканців - 1,8 % — азіатів |

До двох чи більше рас належало 1,6 %. Частка іспаномовних становила 3,7 % від усіх жителів.
За віковим діапазоном населення розподілялося таким чином: 20,7 % — особи молодші 18 років, 63,8 % — особи у віці 18—64 років, 15,5 % — особи у віці 65 років та старші. Медіана віку мешканця становила 42,8 року. На 100 осіб жіночої статі у переписній місцевості припадало 93,5 чоловіків;  на 100 жінок у віці від 18 років та старших — 91,9 чоловіків також старших 18 років.
За межею бідності перебувало 19,4 % осіб, у тому числі 47,0 % дітей у віці до 18 років та 5,5 % осіб у віці 65 років та старших.
Цивільне працевлаштоване населення становило 517 осіб. Основні галузі зайнятості: освіта, охорона здоров'я та соціальна допомога — 34,4 %, мистецтво, розваги та відпочинок — 31,7 %, роздрібна торгівля — 13,2 %, виробництво — 6,6 %.